# Esteban Min Kuk-ka
Esteban Min Kuk-ka (Gyeonggi-do, 1788-Seúl, 20 de enero de 1840), fue un catequista y laico católico coreano.
Fue encarcelado y asesinado por su fe cristiana, por lo que se considera mártir de la Iglesia Católica en Corea. Fue beatificado en 1925 por Pío XI y canonizado en 1984 por Juan Pablo II; y su fiesta litúrgica se celebra el 20 de enero.